# Diego Suárez Corvín
Diego Suárez Corvín, conocido como Diego Suárez Montañés o el Montañés o el Soldado, (Urbiés, Asturias, 1552 - Valencia, p. 1623), militar y escritor español.
Nacido en Urbiés, parroquia del concejo de Mieres, Asturias, es el autor de la obra Historia del Maestre último que fue de Montesa y de su hermano don Felipe de Borja. La manera como gobernaron las plazas de Orán y Mazalquivir, reinos de Tremecén y Tenez…, que contiene las cabalgadas realizadas por el gobernador de Orán Pedro Luis Garcerán de Borja contra los musulmanes en defensa de la plaza. Tiene interés en cuanto que los hechos son contemporáneos a la estancia de Miguel de Cervantes preso en Argel.